# Гаврилівська сільська рада (Нововоронцовський район)
Гаври́лівська сільська́ ра́да — адміністративно-територіальна одиниця та орган місцевого самоврядування в Нововоронцовському районі Херсонської області. Адміністративний центр — село Гаврилівка.

## Загальні відомості
Гаврилівська сільська рада утворена в 1918 році.
- Територія ради: 233 км²
- Населення ради: 1 509 осіб (станом на 2001 рік)
- Водоймища на території, підпорядкованій даній раді: річка Дніпро, Каховське водосховище

## Населені пункти
Сільській раді були підпорядковані населені пункти:
- с. Гаврилівка

## Склад ради
Рада складалася з 16 депутатів та голови.
- Голова ради: Чепей Зінаїда Василівна
- Секретар ради: Цемашко Галина Миколаївна

### Керівний склад попередніх скликань
| Прізвище, ім'я, по батькові | Основні відомості                                                                       | Дата обрання | Дата звільнення |
| --------------------------- | --------------------------------------------------------------------------------------- | ------------ | --------------- |
| Чепей Зінаїда Василівна     | Сільський голова, 1964 року народження, освіта середня спеціальна, позапартійна         | 26.03.2006   | 31.10.2010      |
| Чепей Зінаїда Василівна     | Сільський голова, 1964 року народження, освіта середня спеціальна, член Партії регіонів | 31.10.2010   |                 |

Примітка: таблиця складена за даними сайту Верховної Ради України

### Депутати
За результатами місцевих виборів 2010 року депутатами ради стали:

#### За суб'єктами висування
| Суб'єкт висування                                       | Кількість обраних депутатів | %    |
| ------------------------------------------------------- | --------------------------- | ---- |
| Партія регіонів                                         | 7                           | 43,8 |
| Народна партія                                          | 6                           | 37,5 |
| Політична партія Всеукраїнське об'єднання «Батьківщина» | 1                           | 6,3  |
| Політична партія «Наша Україна»                         | 1                           | 6,3  |
| Самовисування                                           | 1                           | 6,3  |

#### За округами
| № округу                                                | Прізвище, ім'я, по батькові     | Дата визнання обраним | Освіта  | Партійна приналежність                        | Відомості про обраного депутата                       |
| ------------------------------------------------------- | ------------------------------- | --------------------- | ------- | --------------------------------------------- | ----------------------------------------------------- |
| Народна Партія                                          |                                 |                       |         |                                               |                                                       |
| 4                                                       | Стародубець Наталя Миколаївна   | 03.11.2010            | вища    | член Народної партії                          | СТОВ ім. Шевченка, директор                           |
| 7                                                       | Орел Володимир Іванович         | 03.11.2010            | вища    | член Народної партії                          | Гаврилівська загальноосвітня школа, вчитель           |
| 9                                                       | Руденко Валентина Лукянівна     | 03.11.2010            | вища    | член Народної партії                          | тимчасово не працює                                   |
| 11                                                      | Якобчук Ольга Михайлівна        | 03.11.2010            | вища    | член Народної партії                          | Гаврилівське поштове відділення, листоноша            |
| 13                                                      | Кривоніс Тетяна Михайлівна      | 03.11.2010            | вища    | позапартійна                                  | приватне підприємство, продавець                      |
| 15                                                      | Кондратенко Надія Володимирівна | 03.11.2010            | середня | член Народної партії                          | Гаврилівська амбулаторія, сестра-господарка           |
| Партія регіонів                                         |                                 |                       |         |                                               |                                                       |
| 2                                                       | Єрмакова Галина Михайлівна      | 03.11.2010            | вища    | член Партії регіонів                          | приватний підприємець                                 |
| 3                                                       | Дуняк Микола Юрійович           | 03.11.2010            | вища    | член Партії регіонів                          | ПТУ № 26, викладач                                    |
| 6                                                       | Цемашко Галина Миколаївна       | 03.11.2010            | вища    | член Партії регіонів                          | Гаврилівська сільська рада, секретар                  |
| 8                                                       | Хома Надія Миколаївна           | 03.11.2010            | вища    | член Партії регіонів                          | Гаврилівський дошкільний навчальний заклад, завідувач |
| 12                                                      | Чхало Тамара Андріївна          | 03.11.2010            | середня | член Партії регіонів                          | пенсіонер                                             |
| 14                                                      | Бровко Віта Сергіївна           | 03.11.2010            | вища    | член Партії регіонів                          | Гаврилівська загальноосвітня школа, вчитель           |
| 16                                                      | Швидкий Юрій Іванович           | 03.11.2010            | вища    | член Партії регіонів                          | тимчасово не працює                                   |
| Політична партія Всеукраїнське об'єднання «Батьківщина» |                                 |                       |         |                                               |                                                       |
| 5                                                       | Різак Микола Леонтійович        | 03.11.2010            | середня | член Всеукраїнського об'єднання «Батьківщина» | одноосібник                                           |
| Політична партія «Наша Україна»                         |                                 |                       |         |                                               |                                                       |
| 1                                                       | Малєта Людмила Володимирівна    | 03.11.2010            | середня | член Політичної партії «Наша Україна»         | ПТУ № 26, секретар навчальної частини                 |
| Самовисування                                           |                                 |                       |         |                                               |                                                       |
| 10                                                      | Мінько Анатолій Михайлович      | 03.11.2010            | вища    | позапартійний                                 | приватний підприємець                                 |

## Населення
Згідно з переписом УРСР 1989 року чисельність наявного населення села становила 1566 осіб, з яких 741 чоловік та 825 жінок.
За переписом населення України 2001 року в селі мешкало 1487 осіб.

### Мова
Розподіл населення за рідною мовою за даними перепису 2001 року:
| Мова       | Відсоток |
| ---------- | -------- |
| українська | 96,02 %  |
| російська  | 3,71 %   |
| білоруська | 0,20 %   |